# Élections législatives de 2002 dans la Somme
Les élections législatives françaises de 2002 se déroulent les 9 et 16 juin. Dans le département de la Somme, six députés étaient à élire dans six circonscriptions.

## Élus
| Circonscription | Député sortant       | Parti | Parti | Député élu ou réélu | Parti | Parti |
| --------------- | -------------------- | ----- | ----- | ------------------- | ----- | ----- |
| 1re             | Maxime Gremetz       |       | PCF   | Maxime Gremetz      |       | PCF   |
| 2e              | Gilles de Robien     |       | UDF   | Gilles de Robien    |       | UDF   |
| 3e              | Vincent Peillon      |       | PS    | Jérôme Bignon       |       | UMP   |
| 4e              | Francis Hammel       |       | PS    | Joël Hart           |       | UMP   |
| 5e              | Gautier Audinot nsrp |       | RPR   | Stéphane Demilly    |       | UDF   |
| 6e              | Jacques Fleury       |       | PS    | Alain Gest          |       | UMP   |

## Résultats

### Résultats au niveau départemental
| Parti                                     | Parti                               | Premier tour | Premier tour | Second tour | Second tour | Sièges |
| Parti                                     | Parti                               | Voix         | %            | Voix        | %           | Sièges |
| ----------------------------------------- | ----------------------------------- | ------------ | ------------ | ----------- | ----------- | ------ |
|                                           | Union pour un mouvement populaire   | 55 935       | 21,44        | 75 763      | 36,31       | 3      |
|                                           | Union pour la démocratie française  | 46 891       | 17,97        | 35 780      | 17,15       | 2      |
|                                           | Rassemblement pour la France        | 461          | 0,18         |             |             | 0      |
|                                           | Mouvement pour la France            | 316          | 0,12         | 0           |             |        |
|                                           | Majorité présidentielle             | 103 603      | 39,70        | 111 543     | 53,47       | 5      |
|                                           |                                     |              |              |             |             |        |
|                                           | Parti socialiste                    | 61 827       | 23,69        | 80 352      | 38,52       | 0      |
|                                           | Parti communiste français           | 21 519       | 8,25         | 16 730      | 8,02        | 1      |
|                                           | Les Verts                           | 5 551        | 2,13         |             |             | 0      |
|                                           | Pôle républicain                    | 2 653        | 1,02         | 0           |             |        |
|                                           | Divers gauche                       | 510          | 0,20         | 0           |             |        |
|                                           | Gauche parlementaire                | 92 060       | 35,28        | 97 082      | 46,53       | 1      |
|                                           |                                     |              |              |             |             |        |
|                                           | Front national                      | 29 413       | 11,27        |             |             | 0      |
|                                           | Chasse, pêche, nature et traditions | 21 674       | 8,31         | 0           |             |        |
|                                           | Lutte ouvrière                      | 4 248        | 1,63         | 0           |             |        |
|                                           | Ligue communiste révolutionnaire    | 4 206        | 1,61         | 0           |             |        |
|                                           | Droit de chasse                     | 3 417        | 1,31         | 0           |             |        |
|                                           | Extrême droite dont MNR             | 1 724        | 0,66         | 0           |             |        |
|                                           | Divers                              | 605          | 0,23         | 0           |             |        |
|                                           |                                     |              |              |             |             |        |
| Inscrits                                  | Inscrits                            | 399 609      | 100,00       | 337 649     | 100,00      | 6      |
| Abstentions                               | Abstentions                         | 131 798      | 32,98        | 118 300     | 35,04       |        |
| Votants                                   | Votants                             | 267 811      | 67,02        | 219 349     | 64,96       |        |
| Blancs et nuls                            | Blancs et nuls                      | 6 861        | 2,56         | 10 724      | 4,89        |        |
| Exprimés                                  | Exprimés                            | 260 950      | 97,44        | 208 625     | 95,11       |        |
| Source : Ministère de l'Intérieur - Somme |                                     |              |              |             |             |        |

### Résultats par circonscription

#### Première circonscription (Amiens-Nord)
| Candidat       | Candidat                     | Parti            | Premier tour | Premier tour | Second tour | Second tour |  |
| Candidat       | Candidat                     | Parti            | Voix         | %            | Voix        | %           |  |
| -------------- | ---------------------------- | ---------------- | ------------ | ------------ | ----------- | ----------- |  |
|                | Maxime Gremetz sortant réélu | PCF              | 8 369        | 24,38        | 16 730      | 54,77       |  |
|                | Jean-Yves Bourgois           | UDF              | 5 742        | 16,73        | 13 818      | 45,23       |  |
|                | Francis Lecul                | PS               | 5 715        | 16,65        |             |             |  |
|                | Hubert Delarue               | UMP              | 4 393        | 12,80        |             |             |  |
|                | Jean-Paul Montigny           | FN               | 4 287        | 12,49        |             |             |  |
|                | Adnane Abdellatif            | Divers           | 1 980        | 6,15         |             |             |  |
|                | Nicole Cayeux                | CPNT             | 1 930        | 5,62         |             |             |  |
|                | Éric Debord                  | Les Verts        | 809          | 2,36         |             |             |  |
|                | Marie-France Rabaud          | LCR              | 527          | 1,54         |             |             |  |
|                | Bruno Paleni                 | LO               | 514          | 1,50         |             |             |  |
|                | Jacques Vallas               | RPF              | 461          | 1,34         |             |             |  |
|                | Richard Laurent              | CPNT             | 402          | 1,17         |             |             |  |
|                | Sandrine Goffinon            | Pôle républicain | 294          | 0,86         |             |             |  |
|                | Marie-Paule Michaud          | MNR              | 280          | 0,82         |             |             |  |
|                |                              |                  |              |              |             |             |  |
| Inscrits       | Inscrits                     | Inscrits         | 57 392       | 100,00       | 57 348      | 100,00      |  |
| Abstentions    | Abstentions                  | Abstentions      | 22 296       | 38,85        | 25 331      | 44,17       |  |
| Votants        | Votants                      | Votants          | 35 096       | 61,15        | 32 017      | 55,83       |  |
| Blancs et nuls | Blancs et nuls               | Blancs et nuls   | 768          | 2,19         | 1 469       | 4,59        |  |
| Exprimés       | Exprimés                     | Exprimés         | 34 328       | 97,81        | 30 548      | 95,41       |  |

#### Deuxième circonscription (Amiens-Sud)
|                | Gilles de Robien sortant réélu | UDF              | 19 766 | 50,25  |  |  |  |
|                | Lise Rochowiak-Moreau          | PS               | 8 653  | 22,00  |  |  |  |
|                | Lionel Payet                   | FN               | 4 104  | 10,43  |  |  |  |
|                | Fabienne Debeauvais            | PCF              | 1 760  | 4,47   |  |  |  |
|                | Maud Ménager-Lemaire           | Les Verts        | 1 411  | 3,59   |  |  |  |
|                | Nathalie Huiart                | CPNT             | 974    | 2,48   |  |  |  |
|                | Francis Dollé                  | LCR              | 635    | 1,61   |  |  |  |
|                | Nadine Leclerc                 | LO               | 628    | 01,60  |  |  |  |
|                | Thierry Lucas                  | Pôle républicain | 595    | 1,51   |  |  |  |
|                | Michel Guiffray                | MPF              | 316    | 0,80   |  |  |  |
|                | Guy Eluard                     | CPNT             | 282    | 0,72   |  |  |  |
|                | Grégoire Demay                 | MNR              | 213    | 0,54   |  |  |  |
|                |                                |                  |        |        |  |  |  |
| Inscrits       | Inscrits                       | Inscrits         | 61 879 | 100,00 |  |  |  |
| Abstentions    | Abstentions                    | Abstentions      | 21 923 | 35,43  |  |  |  |
| Votants        | Votants                        | Votants          | 39 956 | 64,57  |  |  |  |
| Blancs et nuls | Blancs et nuls                 | Blancs et nuls   | 619    | 1,55   |  |  |  |
| Exprimés       | Exprimés                       | Exprimés         | 39 337 | 98,45  |  |  |  |

#### Troisième circonscription (Friville-Escarbotin)
| Candidat       | Candidat                | Parti            | Premier tour | Premier tour | Second tour | Second tour |  |
| Candidat       | Candidat                | Parti            | Voix         | %            | Voix        | %           |  |
| -------------- | ----------------------- | ---------------- | ------------ | ------------ | ----------- | ----------- |  |
|                | Jérôme Bignon élu       | UMP              | 15 785       | 33,07        | 24 396      | 52,46       |  |
|                | Vincent Peillon sortant | PS               | 12 309       | 25,79        | 22 106      | 47,54       |  |
|                | Nicolas Lottin          | CPNT             | 6 986        | 14,63        |             |             |  |
|                | Guy Roussel             | PCF              | 5 597        | 11,72        |             |             |  |
|                | Catherine Lengele       | FN               | 4 099        | 8,59         |             |             |  |
|                | Pascale Georget         | LO               | 682          | 1,43         |             |             |  |
|                | Jacques Rohr            | Divers           | 598          | 1,25         |             |             |  |
|                | Jacqueline de Poorter   | Les Verts        | 543          | 1,14         |             |             |  |
|                | Lydie Eyckmans          | LCR              | 475          | 1,00         |             |             |  |
|                | Max Benoit              | Pôle républicain | 465          | 00,97        |             |             |  |
|                | Claude Dauby            | MNR              | 198          | 00,41        |             |             |  |
|                |                         |                  |              |              |             |             |  |
| Inscrits       | Inscrits                | Inscrits         | 67 678       | 100,00       | 67 676      | 100,00      |  |
| Abstentions    | Abstentions             | Abstentions      | 18 201       | 26,89        | 18 727      | 27,67       |  |
| Votants        | Votants                 | Votants          | 49 477       | 73,11        | 48 949      | 72,33       |  |
| Blancs et nuls | Blancs et nuls          | Blancs et nuls   | 1 740        | 3,52         | 2 447       | 5,00        |  |
| Exprimés       | Exprimés                | Exprimés         | 47 737       | 69,59        | 46 502      | 67,33       |  |

#### Quatrième circonscription (Abbeville)
| Candidat       | Candidat               | Parti            | Premier tour | Premier tour | Second tour | Second tour |  |
| Candidat       | Candidat               | Parti            | Voix         | %            | Voix        | %           |  |
| -------------- | ---------------------- | ---------------- | ------------ | ------------ | ----------- | ----------- |  |
|                | Joël Hart élu          | UMP              | 16 273       | 34,01        | 26 361      | 58,75       |  |
|                | Francis Hammel sortant | PS               | 10 725       | 22,41        | 18 509      | 41,25       |  |
|                | Jean Pilniak           | CPNT             | 6 364        | 13,3         |             |             |  |
|                | Jacqueline Bricour     | FN               | 4 606        | 9,63         |             |             |  |
|                | Régis Lecuyer          | UDF              | 3 797        | 7,93         |             |             |  |
|                | Chantal Leblanc        | PCF              | 2 527        | 5,28         |             |             |  |
|                | Laurent Van Elslande   | LCR              | 867          | 1,81         |             |             |  |
|                | Christine Santiago     | Extrême droite   | 710          | 1,48         |             |             |  |
|                | Béatrice Gatard        | Les Verts        | 640          | 1,34         |             |             |  |
|                | Paul Palacio           | LO               | 612          | 1,28         |             |             |  |
|                | Raymond Defosse        | Pôle républicain | 449          | 0,94         |             |             |  |
|                | Marie-Claire Rousselle | MNR              | 284          | 0,59         |             |             |  |
|                |                        |                  |              |              |             |             |  |
| Inscrits       | Inscrits               | Inscrits         | 71 815       | 100,00       | 71 806      | 100,00      |  |
| Abstentions    | Abstentions            | Abstentions      | 22 731       | 31,65        | 24 604      | 34,26       |  |
| Votants        | Votants                | Votants          | 49 084       | 68,35        | 47 202      | 65,74       |  |
| Blancs et nuls | Blancs et nuls         | Blancs et nuls   | 1 230        | 2,51         | 2 332       | 4,94        |  |
| Exprimés       | Exprimés               | Exprimés         | 47 854       | 97,49        | 44 870      | 95,06       |  |

#### Cinquième circonscription (Péronne)
| Candidat                     | Candidat               | Parti            | Premier tour | Premier tour | Second tour | Second tour |  |
| Candidat                     | Candidat               | Parti            | Voix         | %            | Voix        | %           |  |
| ---------------------------- | ---------------------- | ---------------- | ------------ | ------------ | ----------- | ----------- |  |
|                              | Stéphane Demilly élu   | UDF (UMP)        | 9 456        | 42,52        | 21 962      | 56,54       |  |
|                              | Valérie Kumm           | PS               | 9 095        | 24,36        | 16 881      | 43,46       |  |
|                              | Francine Fournet       | FN               | 5 638        | 13,63        |             |             |  |
|                              | Jean-Louis Grévin      | CPNT             | 2 843        | 6,87         |             |             |  |
|                              | Olivier Chapuis-Roux   | PCF              | 2 092        | 5,06         |             |             |  |
|                              | Hélène Launay          | LO               | 1 150        | 2,78         |             |             |  |
|                              | Laurence Thiéry        | LCR              | 998          | 2,41         |             |             |  |
|                              | Bruno Galloo           | Les Verts        | 959          | 2,32         |             |             |  |
|                              | Patrick Lefèvre        | Divers gauche    | 510          | 1,23         |             |             |  |
|                              | Marie-Françoise Labour | Extrême droite   | 440          | 1,06         |             |             |  |
|                              | Virginie Lalance       | Pôle républicain | 409          | 0,99         |             |             |  |
|                              | Sylvain Michaud        | MNR              | 396          | 0,96         |             |             |  |
|                              |                        |                  |              |              |             |             |  |
| Inscrits                     | Inscrits               | Inscrits         | 64 948       | 100,00       | 64 937      | 100,00      |  |
| Abstentions                  | Abstentions            | Abstentions      | 22 382       | 34,46        | 23 968      | 36,91       |  |
| Votants                      | Votants                | Votants          | 42 566       | 65,54        | 40 969      | 63,09       |  |
| Blancs et nuls               | Blancs et nuls         | Blancs et nuls   | 1 204        | 2,83         | 2 126       | 5,19        |  |
| Exprimés                     | Exprimés               | Exprimés         | 41 362       | 97,17        | 38 843      | 94,81       |  |
| Source : Assemblée nationale |                        |                  |              |              |             |             |  |

#### Sixième circonscription (Roye)
| Candidat       | Candidat               | Parti            | Premier tour | Premier tour | Second tour | Second tour |  |
| Candidat       | Candidat               | Parti            | Voix         | %            | Voix        | %           |  |
| -------------- | ---------------------- | ---------------- | ------------ | ------------ | ----------- | ----------- |  |
|                | Alain Gest élu         | UMP              | 19 484       | 38,71        | 25 006      | 52,25       |  |
|                | Jacques Fleury sortant | PS               | 16 084       | 31,96        | 22 856      | 47,75       |  |
|                | Patrice Dalrue         | FN               | 6 679        | 13,27        |             |             |  |
|                | Josiane Lisek          | CPNT             | 2 577        | 5,12         |             |             |  |
|                | Pascal Dacheux         | Les Verts        | 1 189        | 2,36         |             |             |  |
|                | Patrice Caron          | PCF              | 1 174        | 2,33         |             |             |  |
|                | Elisabeth Aumasson     | Extrême droite   | 985          | 1,96         |             |             |  |
|                | Mickaël Evrard         | LCR              | 704          | 1,4          |             |             |  |
|                | Yves Puig              | LO               | 662          | 1,32         |             |             |  |
|                | Martine Daoust         | Pôle républicain | 441          | 0,88         |             |             |  |
|                | Sylvain Marcel         | MNR              | 353          | 0,7          |             |             |  |
|                |                        |                  |              |              |             |             |  |
| Inscrits       | Inscrits               | Inscrits         | 75 896       | 100,00       | 75 882      | 100,00      |  |
| Abstentions    | Abstentions            | Abstentions      | 24 264       | 31,97        | 25 670      | 33,83       |  |
| Votants        | Votants                | Votants          | 51 632       | 68,03        | 50 212      | 66,17       |  |
| Blancs et nuls | Blancs et nuls         | Blancs et nuls   | 1 300        | 2,52         | 2 350       | 4,68        |  |
| Exprimés       | Exprimés               | Exprimés         | 50 332       | 97,48        | 47 862      | 95,32       |  |